# Општина Добрословени (Олт)
Добрословени (рум. Dobrosloveni) општина је у Румунији у округу Олт.
Oпштина се налази на надморској висини од 99 m.